# Enebærklit
Ved enebærklit forstås en klit, der er sammenhængende bevokset med enebær. Enebærklit er en betegnelse for en naturtype i Natura 2000-netværket, med nummeret 2250. Den er en prioriteret naturtype, der er særligt truet på europæisk plan.

## Udbredelse
Enebærklitter forekommer fortrinsvis i Vest- og Nordjylland.
Eksempler på enebærklitter forekommer ved Vandplasken, Skallerup Klit og Rødhus Klit i Nordvestjylland.